# Временное правительство Амурской области
Временное правительство Амурской области (также Правительство Алексеевского, Амурское правительство, аббревиатура — ВАП) — региональный орган государственной власти Амурской области, созданный после восстания Чехословацкого корпуса во время гражданской войны 18 сентября 1918 года в Благовещенске после эвакуации советских органов власти из области и вхождения на её территорию казачьего войска под предводительством атамана Ивана Михайловича Гамова, Амурского отряда подполковника генерального штаба Ивана Никитича Никитина, а также японских вооружённых сил.
Председателем правительства стал бывший городской голова — Александр Николаевич Алексеевский, а в его состав первоначально вошли члены Бюро самоуправлений Амурской области: войсковой атаман казачьего войска — Иван Михайлович Гамов, председатель областной земской управы — Николай Николаевич Родионов и командир Амурского отряда, подполковник — Иван Никитич Никитин. Позже, 20 сентября 1918 года, состоялось «Соединённое совещание демократических народных исполнительных органов» в составе членов действующего правительства, войсковой управы, областной земской и городской управ, а также членов Песчаноозёрского областного исполнительного комитета — всего 26 человек, где было решено включить в состав правительства Александра Владимировича Сторожевого и Василия Тимофеевича Лохэ. В начале октября 1918 года в правительство вошли депутат Государственной думы Аристарх Иванович Рыслев, специальный уполномоченный Бюро самоуправлений по городскому и частным банкам Павел Васильевич Попов и Т. К. Кузьменко.
За время нахождения у власти Временное правительство Амурской области упразднило все органы советской власти и проводило автономистскую политику, не признавая над собой власть Временного Сибирского правительства Вологодского (ВСП) и Временного Сибирского правительства Дербера (ВПАС), Делового кабинета генерала Хорвата. После образования 23 сентября 1918 года Временного Всероссийского правительства правительство Амурской области подчинилось ему. 10 ноября 1918 года на расширенном заседании с участием областной земской управы и представителей общественных организаций было решено упразднить Временное правительство Амурской области.

## Предыстория

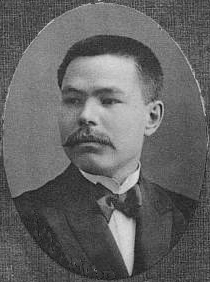
Атаман Амурского казачьего войска — Иван Михайлович Гамов

### Бюро самоуправлений Амурской области и формирование первой части правительства
Ещё 13 (26) января 1918 года Благовещенский Совет рабочих и солдатских депутатов заявил о взятии всей полноты власти в городе, а 25 февраля IV Съезд крестьянских депутатов объявил на территории Амурской области власть Советов: «единственной властью, как в центре, так и на местах признать Совет рабочих, солдатских, крестьянских и казачьих депутатов». Прежние органы власти — областное земство, городская дума и городская управа — были упразднены. Несогласные с переходом власти к Советам члены областной, земской и городской управы, а также казачье войсковое правление вечером 5 марта организовали экстренное заседание в помещении войсковой управы, на котором приняли решение создать вооружённые отряды народной милиции. Руководители областного исполнительного комитета Совета обратились к атаману Гамову, чтобы не допустить вооружённых столкновений в городе. В ответ 6 марта в здании войсковой управы состоялось совместное заседание, на котором было предложено создать «Народный совет по нормам земского собрания». Но руководители облисполкома от предложения отказались, за что сразу же были арестованы, а в городе началось вооружённое восстание. Этот инцидент в советской историографии получил название «Гамовского мятежа».
В результате сформированная в селе Астрахановка революционная армия 12—13 марта 1918 года заняла Благовещенск, и противники советской власти: руководители земства и городской управы, казачье войсковое управление, потерпев поражение, укрылись на территории Китая в городе Сахалян. Уже 18 марта 1918 года областная земская управа была упразднена, а её функции переданы комиссариату областного исполнительного комитета Совета. Позже организаторы мятежа организовали в городе Сахалян Бюро самоуправлений Амурской области в составе: атамана Амурского казачьего войска — Ивана Михайловича Гамова, председателя Амурской областной земской управы — Николая Николаевича Родионова, исполняющего обязанность городского головы Благовещенска — Н. З. Перминова, члена областной земской управы — Аристарха Ивановича Рыслева, которые регулярно поддерживали антисоветские выступления в области денежными средствами, готовясь к захвату власти. Это была первая часть будущего Временного правительства Амурской области.

### Песчаноозёрский съезд и формирование второй части правительства
25—28 августа 1918 года в селе Песчаноозёрском состоялся II съезд хлеборобов (союза землевладельцев), созванный ещё в апреле 1918 года по инициативе партии социалистов-революционеров (эсеров) и меньшевиков, участвовавших ранее в VI съезде трудящихся Амурской области. В работе съезда участвовали 252 представителя 31 крестьянской волости и 10 бывших станичных округов. На съезде присутствовали представители от комиссариата земледелия советского облисполкома — Шумилов, местной Украинской рады — Турлов. Съезд потребовал распустить Красную гвардию, выпустить из тюрем контрреволюционеров, а также избрал «Временный областной исполнительный комитет Песчаноозёрского съезда хлеборобов Амурской области» в составе 17 человек, объявивший себя высшим органом власти в Амурской области. Для управления делами исполнительного комитета было создано бюро с председателем — Сторожевым Александром Владимировичем и членами — Г. Н. Русским и Я. Клименко, секретарём — Василием Тимофеевичем Лохэ. Исполнительный комитет планировал создание в Амурской области всенародно избранной власти через созыв областного учредительного собрания, а 8 сентября — затребовал у Амурского областного исполкома Советов передачи власти, на что получил отказ. 9 сентября 1918 года состоялось совместное расширенное заседание Амурского областного исполкома, Благовещенского Совета, СНК Амурской области, где также требования о передаче власти Временному областному исполнительному комитету не были удовлетворены. В ответ на отказ, 15 сентября Военный Совет Временного исполнительного комитета постановил о создании вооружённых отрядов «народного ополчения», «зелёной армии», и о создании Военного штаба во главе с И. Л. Пинегиным, которые начали вооружённую борьбу против советской власти. В конце августа СНК Амурской области попытался созвать съезд трудящихся, но Временный исполнительный комитет бойкотировал его. Так сложилась вторая часть Временного правительства Амурской области.

### Ликвидация советской власти в регионе

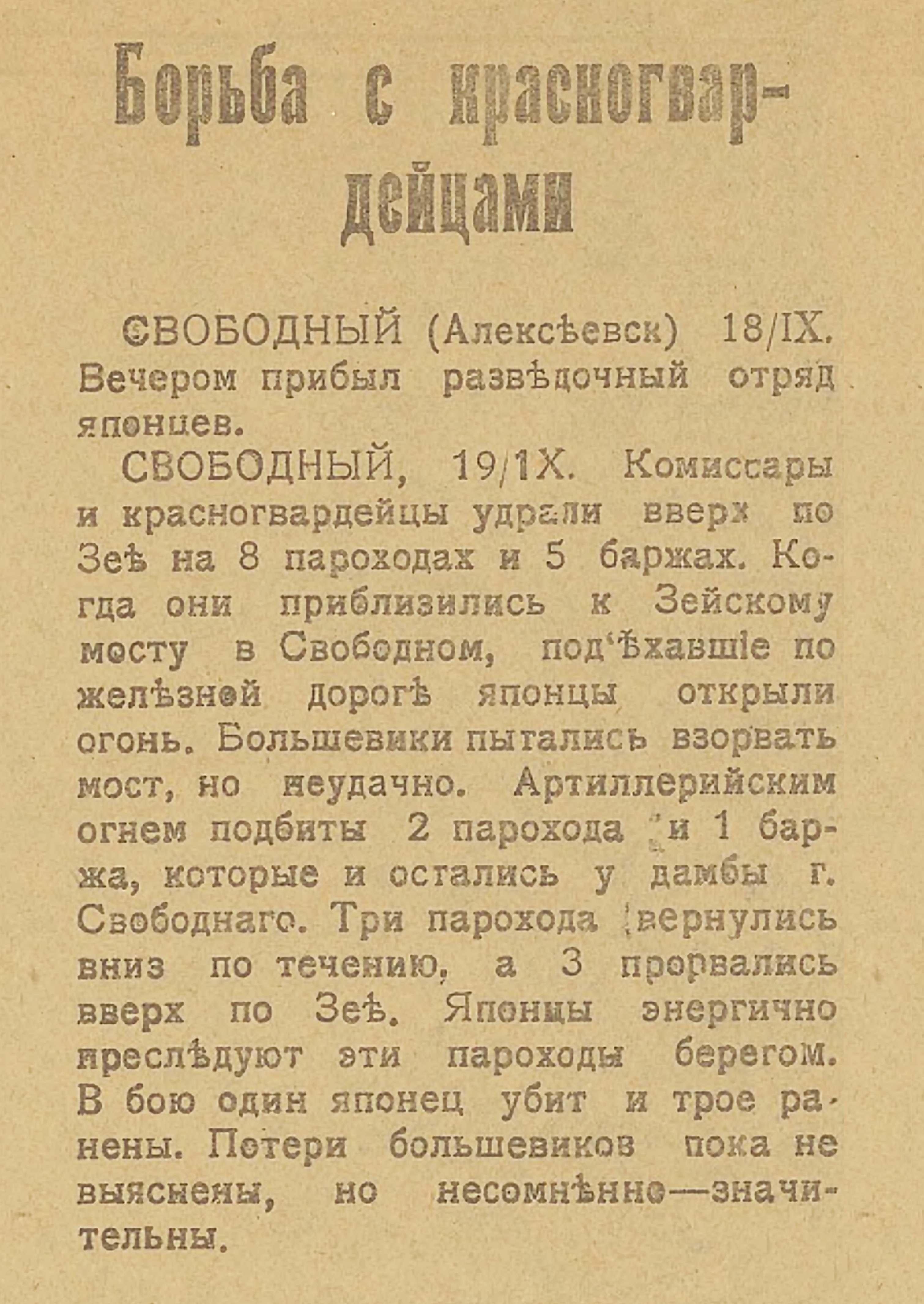
Сообщение об эвакуации советских деятелей по реке Зея в первом выпуске Бюллетеня Временного правительства Амурской области

В начале сентября 1918 года в Амурскую область, в связи с наступлением японских, китайских, американских, белогвардейских вооружённых сил, с остатками частей Уссурийского фронта эвакуировался Дальсовнарком. 12 сентября у китайского городка Айгунь на пароходе «Семён Дежнёв» атаман Гамов, члены областной земской управы, члены войскового казачьего правления и «песчаноозёрцы» встретились с целью координации военных действий. На встрече было решено создать «особый временный исполком по водворению порядка» из всех членов Временного исполнительного комитета Песчаноозёрского съезда и всех членов земской, городской и войсковой управ. 17 сентября 1918 года председатель Совета народных комиссаров Амурской области — Фёдор Никанорович Мухин, не сумев сохранить власть в регионе, передал её в руки Центрального бюро профсоюза Благовещенска, а само руководство Амурской ССР на 5 баржах и 8 пароходах под охраной канонерcкой лодки «Орочанин» в ночь на 18 сентября эвакуировалось из области вверх по реке Зея в таёжные районы, где по пути были почти полностью разгромлены японскими войсками в районе Зейского моста недалеко от города Свободный. В результате 19 сентября в посёлке Зея Дальсовнарком был распущен, а город занят японскими войсками. В то же время из тюрьмы был освобождён будущий глава правительства — Александр Николаевич Алексеевский, который 17 сентября на пароходе «Даур» переправился в Сахалян. Уже в 5 утра 18 сентября Благовещенск практически без боя был занят войсками, находившимися в распоряжении подполковника генерального штаба Ивана Никитича Никитина — Особым Амурским казачьим отрядом и отрядом 7-й японской дивизии, сформировано Временное правительство Амурской области.

## История

### Формирование состава правительства
В первоначальный состав правительства вошли: городской голова Благовещенска — Александр Николаевич Алексеевский, войсковой атаман казачьего войска — Иван Михайлович Гамов, председатель областной земской управы — Николай Николаевич Родионов и командир Амурского отряда, подполковник — Иван Никитич Никитин. После подхода отрядов Песчаноозёрского облисполкома к городу, 20 сентября, состоялось первое «Соединённое совещание демократических народных исполнительных органов» в составе членов действующего правительства, войсковой управы, областной земской и городской управы, а также членов Песчаноозёрского облисполкома — всего 26 человек, где было решено включить в состав правительства Александра Владимировича Сторожевого и Василия Тимофеевича Лохэ, полномочия Алексеевского как председателя правительства были подтверждены. В конце совещания было постановлено: «вручить этому правительству всю полноту государственной власти в Амурской области». Сам Временный исполнительный комитет Песчаноозёрского съезда продолжал существовать в течение 2 месяцев для «оказания давления на власти „снизу“», имея при этом до конца сентября в своём распоряжении собственные вооружённые силы — «народное ополчение», наличие которых фактически привело к двоевластию в регионе.
В начале октября 1918 года в правительство вошли депутат Государственной думы Аристарх Иванович Рыслев, специальный уполномоченный Бюро самоуправлений по городскому и частным банкам Павел Васильевич Попов и Т. К. Кузьменко.

### Деятельность
Направление деятельности правительства было объявлено в специальной декларации от 18 сентября 1918 года, где провозглашалось о переходе всей полноты власти правительству Амурской области, восстановлении городского, земского и войскового самоуправлений, введении восьмичасового рабочего дня, права сдельной работы и свободного труда, лишении мандатов всех участников подавления «Гамовского мятежа», непризнании Брестского мира, предании суду всех советских деятелей и объявлении осадного положения, введение которого мотивировалось «угрозой гибели Российского государства».
Введение осадного (военного) положения было также подтверждено приказом начальника Амурского отряда от 18 сентября 1918 года — подполковником Никитиным, который помимо всего запретил проведение собраний и митингов, закрыл все увеселительные учреждения, общественные общества и союзы, ввёл комендантский час с 8 часов вечера до 6 часов утра, а также объявил собрание всех офицеров в штабе Амурского отряда. За несоблюдение приказа предписывалось предание суду «по законам военного времени» с применением смертной казни.
Опорой правительства являлись органы местного самоуправления — земства, городские управы и казачье войсковое правление. После занятия Благовещенска 18 сентября 1918 года Амурская областная земская управа выпустила объявление:

Амурская земская управа, снабжённая Вторым земским собранием чрезвычайными полномочиями, настоящим доводит до сведения населения Амурской области, что с сего числа приступает к выполнению своих функций как законный орган власти, кладя в основу своей деятельности законоположения Временного Правительства, а также полномочия и инструкции, преподанные земскими собраниями.— «Бюллетень Временного правительства Амурской области». — №1, 1918

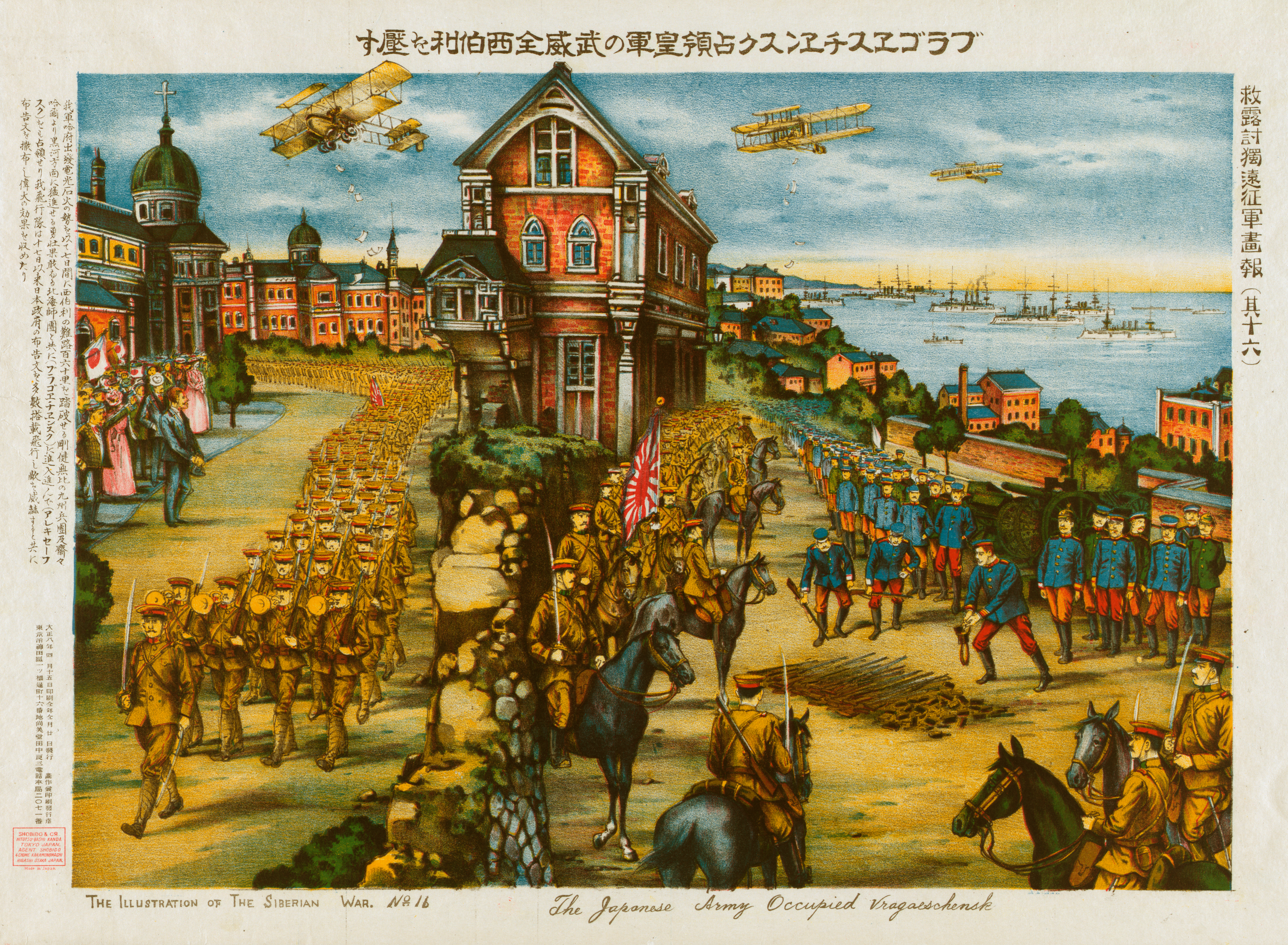
Оккупация Благовещенска японскими войсками

22 сентября Амурское правительство признало факт самочинных обысков и арестов, проводившихся в области, и запретило всем, за исключением начальника милиции и начальников участков, проводить подобные мероприятия, а также выступило с декларацией о защите социально-политических прав граждан: люди объявлялись равными между собой, декларировалась свобода деятельности, слова, собраний, союзов, передвижения и жительства. В этот же день правительство признало недействительными все постановления советского революционного трибунала и распоряжения в отношении политических заключённых.
25 сентября правительством было проведено распределение должностей между членами:
- Председатель — Алексеевский: управляющий отделом юстиции, охраны, путей сообщения, иностранными делами;
- Члены правительства:
  - И. Н. Никитин — командующий войсками Амурской области;
  - Н. Н. Родионов — управляющий отделом торговли и промышленности;
  - А. В. Сторожев — управляющий отделом земледелия и промышленности;
  - В. Т. Лохэ — управляющий отделом труда и призрения;
  - А. И. Рыслев — отдел здравоохранения и организационный;
  - П. В. Попов — отдел народного просвещения
  - Т. К. Кузьменко — продуктовый отдел[2][12][29][30].

Однако уже 27 сентября в связи «с загруженностью работой на должности председателя областной земской управы» Родионов сложил с себя полномочия члена правительства.
| Попов П. П.                    | банки                                                              |
| Палилов                        | Благовещенское отделение Государственного банка и казначейство     |
| Николаевский П. А.             | предприятия в г. Свободном и Суражевке                             |
| Коробов и Абакумов             | золотопромышленные предприятия                                     |
| Власов                         | казённое имущество                                                 |
| Молокович В. Т.                | Амурская железная дорога                                           |
| Адамсон А. К.                  | почта, телеграф, телефон                                           |
| Малашенков                     | золотосплавочная лаборатория                                       |
| Горбунов                       | сельскохозяйственный склад переселенческого управления             |
| Соболев                        | ветеринарное управление                                            |
| Петухин и Красильников         | судебные учреждения                                                |
| Хоммер И. М.                   | медицинские учреждения                                             |
| Суворин Н. А.                  | таможенное управление                                              |
| Рейман И. К.                   | переселенческое управление                                         |
| Шабалин                        | податная инспекция                                                 |
| Измайльский и Серебряков И. В. | уездная милиция                                                    |
| Попов С. П. и Леонард          | частные плавучие средства                                          |
| Зуев А. П.                     | канцелярия комиссара                                               |
| Березен и Власов               | управление водных путей                                            |
| Шиманель                       | государственный контроль                                           |
| Коцко И. М.                    | места заключения                                                   |
| Шток                           | управление фабричной инспекции                                     |
| Сункцов                        | военное ведомство                                                  |
| Викулов                        | канцелярия горных инженеров Амурского и Буреинского горных округов |
| Болгов                         | областная чертёжная                                                |
| Измаильский                    | уездное по воинской повинности присутствие                         |
| Максимов                       | управление пограничного комиссара                                  |
| Кузьменко                      | продовольственный комитет                                          |
| Баранов                        | управление дорожным и строительными частями                        |
| Александров                    | управление шоссейных дорог                                         |
| Лазарев                        | хозяйственные склады переселенческого управления                   |
| Троицкий                       | переселенческое управление                                         |
| Юхоцкий                        | учреждение Амурской ж/д в Благовещенске                            |
| Корш                           | управление государственным имуществом                              |
| Синцировский и Писцов          | Зейское казначейство                                               |
| Зубакин                        | мельницы                                                           |
| Шперк                          | заводы и фабрики                                                   |
| Знаменский С. С.               | народное образование                                               |
| Березин и Черепанов            | казённые пароходы и затон                                          |
| Хворов А. И.                   | типография                                                         |
| Лобо и Облогин                 | магазины и торговля                                                |
| Мунгалов и Рейман              | частные дома и бани                                                |
| Губачёв Н. Ф.                  | гостиницы, рестораны и театры.                                     |

4 октября 1918 года торгово-промышленный отдел правительства начал проводить денационализацию золотопромышленных предприятий в Амурском и Буреинском горных округах, а также других предприятий, и создал для этих целей специальную комиссию.
Правительство Алексеевского также выступило за возврат земли прежним владельцам и компенсацию в размере 20 % урожая от пользователей земли. Помимо процесса денационализации Временное правительство занялось регулированием цен на зерно. 16 октября 1918 года был проведён областной съезд, состоящий из представителей 27 волостей и станиц. Съезд утвердил новые твёрдые цены на зерно, которые, однако, были снижены после выступления председателя правительства Алексеевского на 15,5 % на пшеницу и на 11 % на овёс. Съезд также заявил о непризнании советской власти, Совета народных комиссаров и Брестского мира.
9 октября 1918 года правительством был издан приказ, упразднявший все органы советской власти (городские, волостные, станичные, поселковые Советы, земельные, продовольственные комитеты, комиссариаты и прочие органы), а для восстановления власти на местах были отправлены уполномоченные от Амурского правительства. Помимо этого сотрудники советских учреждений, «признанные властью областного Амурского правительства опасными для государственного порядка», должны были содержаться под стражей до созыва Учредительного собрания, которое планировалось организовать в начале декабря 1918. Свобода собраний и передвижения граждан была ограничена, а профсоюзы закрыты — от них потребовали перерегистрации.
В обязанность уполномоченных правительства вменялось восстановление на местах городских, общественных и волостных земских самоуправлений. До новых выборов земских гласных рекомендовалось временно создавать «комитеты общественной безопасности» для управления местными делами в волостях, в которые не могут быть избраны «лица, скомпрометированные деятельностью в советских организациях, и в особенности — участвовавшие в Красной гвардии». Но данный порядок организации власти на местах не распространялся на казачье население, которое рассчитывало на сохранение особой дореволюционной модели управления — поселковые, станичные, войсковые управы и атаман казачьего войска.
За годы нахождения у власти Амурским правительством был создан аппарат милиции, судебные органы, следственная комиссия. Судебными органами и милицией проводились массовые репрессии — всего за время существования правительства было арестовано более 2 тысяч человек, а по другим сведениям — более 3,5 тысяч. Были созданы военно-полевые суды, которые имели право немедленно привести приговор в исполнение. В области была установлена военная диктатура.

### Взаимоотношения с «общероссийскими» правительствами
Правительство Амурской области, уважая всѣ правительства, борящіяся на территоріи Россіи с большевиками, не находит возможным пока ни признать, ни отвергнуть то или другое правительство, как общерусское.
Общерусское правительство может быть образовано путём правильно избраннаго и собраннаго Конгресса представителей.
Тем временем в сентябре на власть в Амурской области, как и во всей России, претендовали три правительства — Временное Сибирское правительство Вологодского (ВСП), Временное Сибирское правительство Дербера (ВПАС) и Деловой кабинет генерала Хорвата, не признававшие друг друга, а Уссурийское казачье войско под командованием Ивана Павловича Калмыкова и вовсе заявило о своей автономии. При этом реальной властью обладало лишь правительство Вологодского. Временное правительство Амурской области обладало сильными автономистскими тенденциями и не признавало Временное Сибирское правительство Вологодского в качестве центральной власти, считая его лишь областным правительством. Роль в непризнании правительства Вологодского играла и его прокадетская направленность, в то время как Амурское правительство было проэсеровским, и влияние, оказываемое на него японским военным командованием. Правительство Амурской области предлагало генералу Хорвату возглавить будущее Всероссийское правительство и предоставить Амурской области широкую автономию в «вопросах местного управления», а само административно-территориальное деление России сформировать в виде федерации штатов по образцу США.
В ответ на непризнание Временного Сибирского правительства Вологодского в качестве центральной власти её председатель пообещал взять Амурскую область «измором», а исполняющий обязанности комиссара ВСП в Хабаровске А. Фыгин разослал телеграммы с указанием не исполнять требования Временного правительства Амурской области.
В конце августа Вологодский, получивший чрезвычайные полномочия от Административного совета ВСП, лично выехал на Дальний Восток, где в Чите ему подчинился атаман Семёнов, и был назначен командиром вновь образованного 5-го Отдельного Приамурского армейского корпуса и начальником Приамурского военного округа — фактически главнокомандующим на Дальнем Востоке. 20 сентября Вологодский отправился во Владивосток, где убедил Временное правительство автономной Сибири уйти в отставку ради «единого руководства страной» — 21 сентября Пётр Яковлевич Дербер, Валериан Иванович Моравский, Николай Евграфович Жернаков, Иван Александрович Лавров, А. А. Трутнев и подполковник Аркадий Антонович Краковецкий самостоятельно обратились к Вологодскому с заявлениями о сложении с себя полномочий членов Сибирского правительства, 30 сентября убедил генерала Хорвата признать власть Сибирского правительства. 28 октября 1918 года Временное Сибирское правительство Вологодского назначило генерала Хорвата «Верховным уполномоченным Временного Сибирского правительства на Дальнем Востоке». 3 ноября 1918 года Временное Сибирское правительство самоупразднилось и передало власть образованному 23 сентября 1918 года Временному Всероссийскому правительству, которое 6 ноября постановило упразднить местные региональные правительства.
Помимо этого ещё в начале ноября по войскам 5-го Приамурского отдельного корпуса было приказано назначить начальником Благовещенского гарнизона полковника Шемелина, который прибыл в город 8 ноября, занял здание областной земской управы и издал приказ об объединении в его лице всей полноты военной и гражданской власти. В этот период своё влияние окончательно утратил Временный исполнительный комитет Песчаноозёрского съезда. С этого времени в области стал устанавливаться военно-диктаторский режим, который полностью утвердился в области после колчаковского переворота.

### Прекращение деятельности
10 ноября на расширенном заседании с участием областной земской управы и представителей общественных организаций было решено упразднить Временное правительство Амурской области, о чём в телеграмме председателю Совета министров Временного Всероссийского правительства сообщал Алексеевский:

Временное правительство Амурской области [и] его представительное учреждение — соединённое совещание демократических органов власти — считать упразднёнными;

Временное общее руководство административными делами в области до того, как состоятся соответствующие назначения центральным правительством, вручается законным порядком Амурской областной земской управе.— Временное Всероссийское правительство (23 сентября — 18 ноября 1918 г.). Сборник документов и материалов / сост. Шишкин В.И.. — Новосибирск, 2010. — С. 264. — 361 с. — ISBN 978–5–94356–937–1.
В это время, кадетские партии Амурской области, Союз домовладельцев, Биржевое общество, Совет съезда золотопромышленников и судовладельцев считали Временное правительство Амурской области «опереточным», а Временный исполнительный комитет Песчаноозёрского съезда — «модернизированный совдепом».
11 ноября 1918 года областная земская управа Амурской области временно, до прибытия областного комиссара Всероссийского правительства, приняла на себя общее руководство административными делами, в этот же день Алексеевский на совещании представителей партий и общественных организаций был выдвинут на пост областного комиссара Всероссийского правительства. Атаман Гамов в интервью прессе заявил о подчинении Амурского казачьего войска Всероссийскому правительству. В итоге областным комиссаром был назначен Иосиф Дмитриевич Прищепенко, а Алексеевский подал в отставку.
17 ноября 1918 года земское собрание Амурской области на специальном закрытом заседании рассматривало вопрос об отзыве полковника Шемелина из области, на котором председатель областной земской управы Родионов озвучил позицию самого Шемелина, согласно которой из-за введённого в области военного положения он не подчиняется гражданской власти, а вся полнота власти в области принадлежит военному командованию. В результате на заседании было констатировано, что власть в области захвачена военными, а Алексеевского избрали областным комиссаром. Однако военная диктатура была ограничена продвижением на территорию Амурской области 3-й, 7-й и 12-й японских дивизий, а также размещением в Благовещенске штаба генерал-майора Ямада. В свою очередь Временный исполнительный комитет Песчаноозёрского съезда посчитал невозможным созыв областного учредительного собрания в таких условиях и прекратил своё существование. Военная диктатура Шемелина в области была ликвидирована лишь 9 декабря, когда областная земская управа, с помощью японских войск и казачьего правления, передала военную власть в области атаману Гамову, а гражданскую — Амурской областной земской управе.

## Вооружённые силы

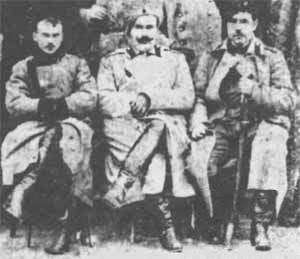
Дальневосточные атаманы: И. М. Гамов, Г. М. Семёнов, И. П. Калмыков

Ещё до создания Временного правительства Амурской области Бюро самоуправлений 15 сентября 1918 года приняло решение подчинить Амурский отряд (начальник — Иван Никитич Никитин) и отряды самообороны Песчаноозёрского исполкома атаману Гамову, под управлением которого уже находилось Амурское казачье войско. 19 сентября атаманом был издан следующий приказ:

Ввиду восстановления действия Войсковой управы и всех органов казачьего самоуправления на территории Амурского казачьего войска восстанавливается Первый амурский казачий полк, поэтому все казачьи отряды, находящиеся в Благовещенске, переходят в состав полка.— Бутенин Н.А. К истории Временного правительства Амурской области // Проблемы истории революционного движения и борьбы за власть Советов в Сибири (1905-1920 гг.). — Томск: Издательство Томского университета, 1982.
Командиром Первого амурского казачьего полка был назначен есаул Андрей Леонтьевич Чехович. 23 сентября командование вооружёнными силами Амурской области возглавил подполковник Никитин, ранее возглавлявший Амурский отряд. Никитин объявил собрание всех офицеров в штабе Амурского отряда в течение 3 дней: 24—26 сентября. За несоблюдение приказа предписывалось предание суду «по законам военного времени» с применением смертной казни. 6 октября правительством было одобрено проведение мобилизации населения сроков службы 1916—1918 годов, параллельно шла подготовка к проведению войскового круга. Полученный таким образом контингент планировалось влить в ряды вновь образованного 1-го Амурского стрелкового полка.
В то же время пятый войсковой круг (9—17 октября 1918 года) одобрил создание Временного правительства Амурской области, проведение мобилизации, создание Первого амурского казачьего полка, принял решение о расформировании Амурского отряда и избрал новый состав войсковой управы: полковник Роман Андреевич Вертопрахов, хорунжий В. А. Никольский, П. М. Самсонов, полковник Р. С. Иванов и Н. П. Самарин. Также было принято решение сформировать строевые части Амурского казачьего полка и Амурскую казачью батарею. Добровольцы и неказачье население поступало в распоряжение 1-го Амурского стрелкового (пехотного) полка, который к середине ноября насчитывал около тысячи человек. Фактически войсковая управа и атаман являлись параллельным «войсковым правительством» и не подчинялись правительству Алексеевскому.
В конце октября Гамов отбыл в Хабаровск, где 31 октября проходил 5-й чрезвычайный войсковой круг Уссурийского казачьего войска. На время отсутствия атамана Гамова в области до 25 ноября его обязанности исполнял полковник Вертопрахов. На войсковом круге Забайкальское, Амурское и Уссурийское казачьи войска были объединены в Дальневосточный союз казачьих войск, а Семёнов был избран «походным атаманом всех дальневосточных казачьих войск», о чём Гамов телеграммой сообщил Алексеевскому, который приветствовал данное объединение. Однако вопрос об объединении был решён лишь съездом 3 казачьих войск и для его легитимизации планировалось созвать краевой казачий съезд в Чите, который так и не состоялся.
4 ноября Алексеевским был освобождён от должности командующий войсками Амурской области полковник Никитин, а на его место временно назначен полковник Сильвестр Александрович Мунгалов. Однако ещё 1 ноября по войскам 5-го Приамурского отдельного корпуса было приказано назначить начальником Благовещенского гарнизона полковника Шемелина, поэтому в ответ на назначение командующим войсками полковника Мунгалова 6 ноября атаман Гамов телеграфировал: «Назначение полковника Мунгалова считаю допустимым только временно до приезда полковника Шемелина». Прибыв в город 8 ноября, Шемелин занял здание областной земской управы и издал приказ об объединении в его лице всей полноты военной и гражданской власти. 14 ноября Семёнов предоставил ему права особого начальника по охране государственного порядка и спокойствия в области. С этого времени в области стал устанавливаться военно-диктаторский режим, который полностью утвердился в области после колчаковского переворота.

## Финансовая политика

### Денежная ситуация в области до прихода к власти Временного Амурского правительства
Свои деньги Амурская область начала выпускать 11 января 1918 года, соответствующее постановление было принято в конце 1917 года. Благовещенские городские разменные билеты («алексеевки») имели достоинство в 1 и 3 рубля. Первоначально городские билеты выпускались Земским бюро, а после его роспуска — Благовещенским городским самоуправлением. Всего самоуправлением было выпущено билетов на сумму 1 305 800 рублей, что равнялось 301 849 золотым рублям.
После установления в области советской власти исполнительный комитет Совета трудящихся Амурской области продолжил выпускать Благовещенские городские разменные билеты, заменив лишь подпись: председатель СКР и СД (Совета крестьянских, рабочих и солдатских депутатов) — Ф. Мухин, комиссар госбанка — С. Курочкин, комиссар казначейства — И. Тылик. Помимо прежних купюр достоинством в 1 и 3 рубля были выпущены билеты достоинством 10 рублей. Всего советской властью было выпущено городских разменных билетов на сумму 1 773 000 рублей. 17 апреля 1920 года по постановлению Амурского областного исполнительного комитета начался выпуск Амурских областных разменных билетов, которые получили название «мухинок». Выпускались разменные билеты достоинством 5, 10, 15, 25 и 100 рублей, всего на сумму 68 638 750 рублей, что с учётом городских разменных билетов равнялось 70 409 750 рублям или 13 139 542 золотым рублям.

### Денежные знаки в период Временного правительства Амурской области
| Дата                                      | Достоинство             | Сумма      |
| ----------------------------------------- | ----------------------- | ---------- |
| Амурские областные разменные билеты       |                         |            |
| 25 сентября                               | 100 рублей              | 9 115 000  |
| 4 октября                                 | 100 рублей              | 8 918 600  |
| Благовещенские городские разменные билеты |                         |            |
| 2 ноября                                  | 1 рубль                 | 331 600    |
| Итого:                                    | Итого:                  | 18 365 200 |
| Итого в золотых рублях:                   | Итого в золотых рублях: | 3 181 826  |

После прихода к власти правительство Алексеевского продолжило выпуск «мухинок» — Амурских областных разменных билетов, а также возобновило выпуск так называемых «алексеевок» — Благовещенских городских разменных билетов за подписью председателя правительства. Среднемесячное выражение эффективности эмиссии же оценивается следующим образом: Благовещенские городские разменные билеты — 58 731 золотой рубль, Амурские областные разменные билеты — 2 600 479 золотых рублей. При этом, если выпуск «алексеевских» денег был направлен на смягчение разменного кризиса, то выпуск «мухинок» носил исключительно фискальный характер.
В эффективности выпуска «мухинок» председателя правительства убеждал директор государственного банка — Кириллов, с которым тот согласился и даже постановил арестовать председателя биржевого комитета — Лабо, заместителя председателя Совета золотопромышленников — Оленина и председателя Союза Амурских республиканцев — доктора Старокотлицкого за «агитацию против признания мухинок». За отказ принимать «мухинки» на владельцев парохода «Люкс» был наложен штраф в 50 тыс. рублей.
Однако промышленники, купцы, транспортники всё равно объявили бойкот Амурским областным разменным билетам за подписью Мухина, что вынудило правительство Алексеевского создать комиссию по наблюдению за изготовлением городских и областных билетов, а также сошлифовке с камней рисунков денежных знаков, установленных советской властью. 19 октября было прекращено печатание «мухинок» в Чуринской типографии. Тем не менее правительство признало их равноценное хождение в области наравне с «романовскими» и «керенскими» рублями.
Помимо разменных билетов Временное правительство Амурской области разрешило хождение в области японских денег по курсу 5 рублей за 1 иену, а также Дальневосточные краевые билеты, 4 % серии Государственного казначейства, 5 % обязательства Государственного казначейства, 5 % «займы свободы».

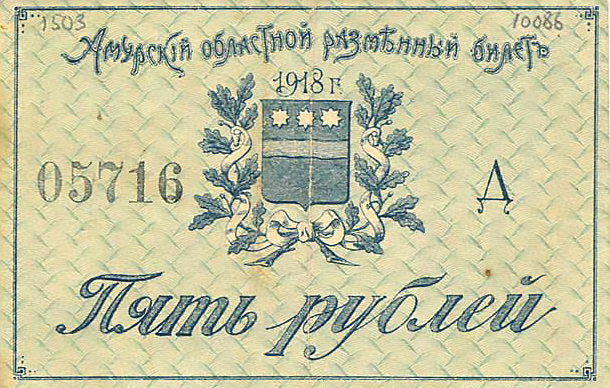
Амурский областной разменный билет 1918 года — 5 рублей (аверс)
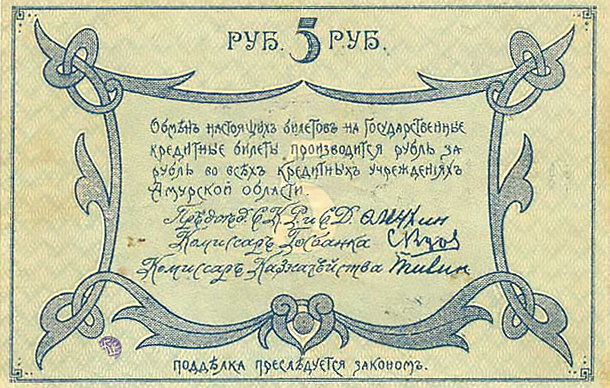
Амурский областной разменный билет 1918 года — 5 рублей (реверс)
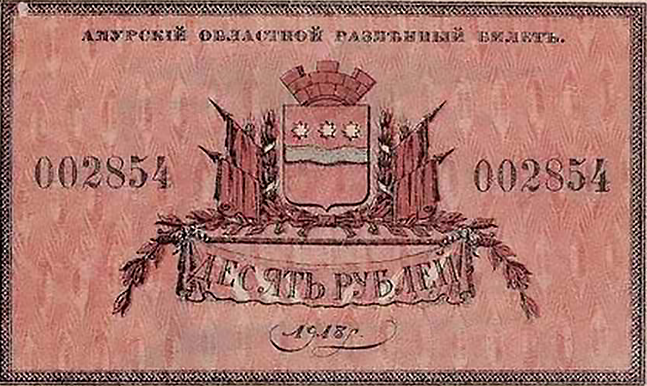
Амурский областной разменный билет 1918 года — 10 рублей (аверс)
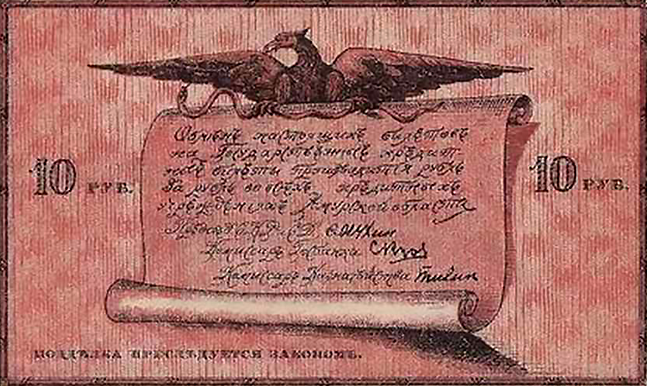
Амурский областной разменный билет 1918 года — 10 рублей (реверс)
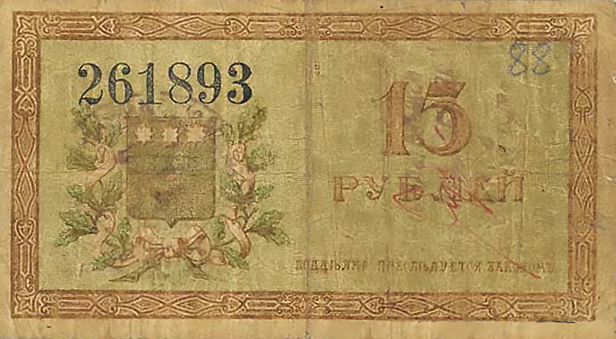
Амурский областной разменный билет 1918 года — 15 рублей (аверс)
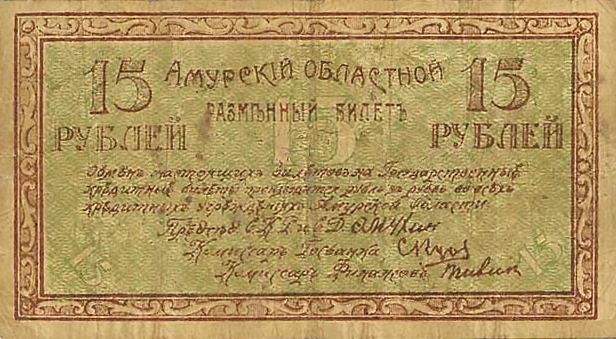
Амурский областной разменный билет 1918 года — 15 рублей (реверс)
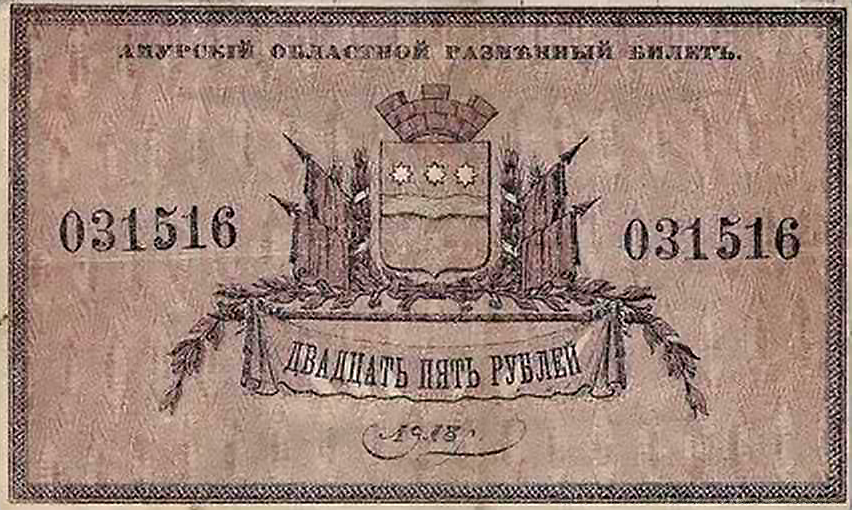
Амурский областной разменный билет 1918 года — 25 рублей (аверс)
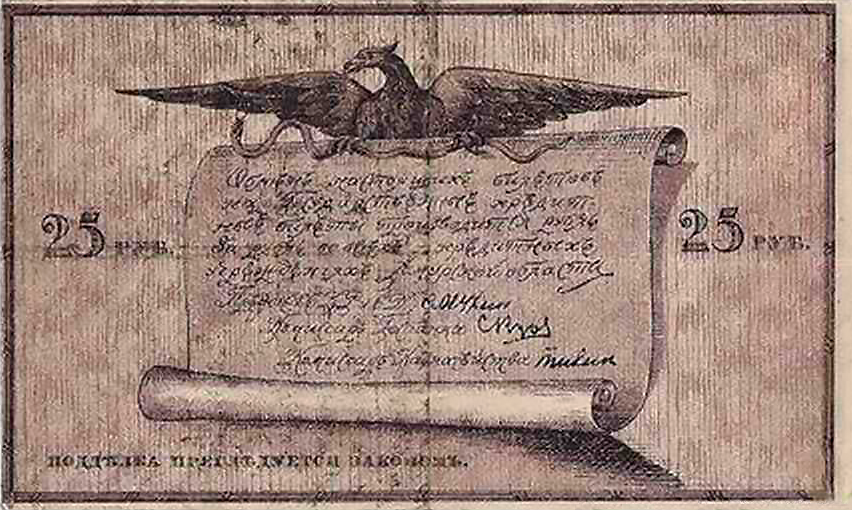
Амурский областной разменный билет 1918 года — 25 рублей (реверс)
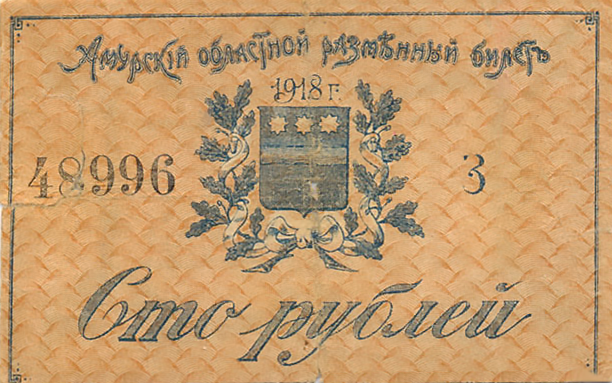
Амурский областной разменный билет 1918 года — 100 рублей (аверс)
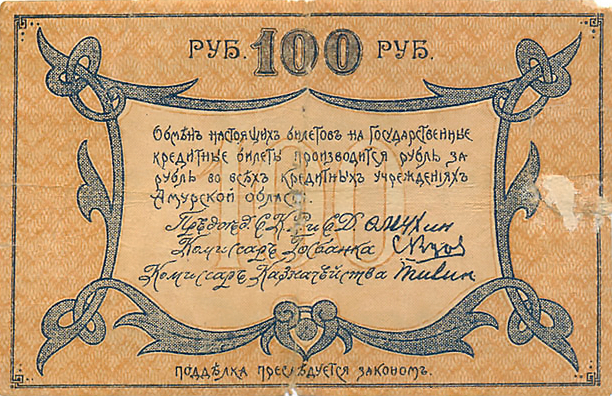
Амурский областной разменный билет 1918 года — 100 рублей (реверс)
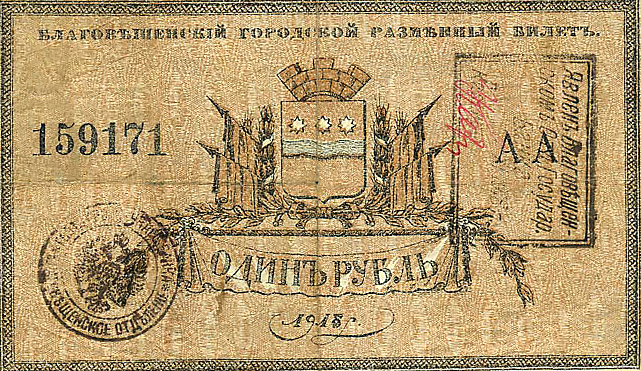
Благовещенский городской разменный билет 1918 года — 1 рубль (аверс)
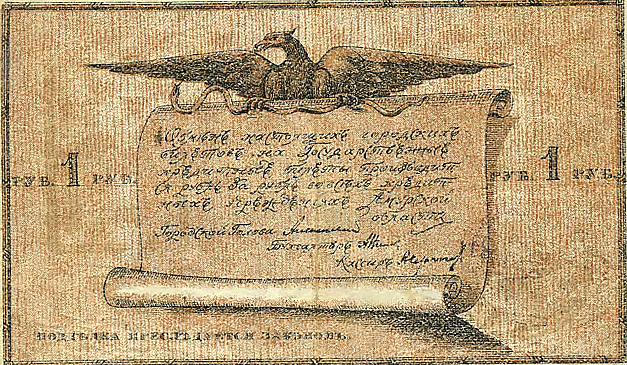
Благовещенский городской разменный билет 1918 года — 1 рубль (реверс)
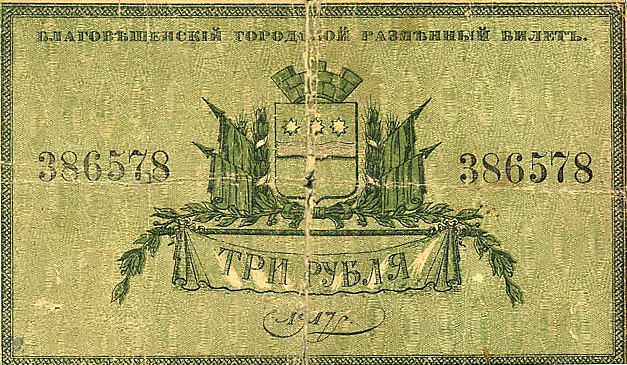
Благовещенский городской разменный билет 1918 года — 3 рубля (аверс)
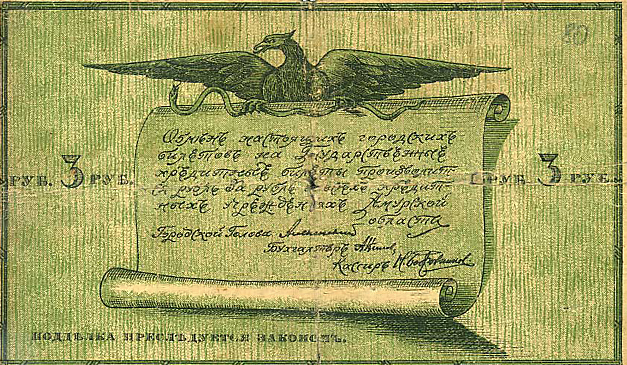
Благовещенский городской разменный билет 1918 года — 3 рубля (реверс)